# Длуґоленка (Мазовецьке воєводство)
Длуґоленка (пол. Długołęka) — село в Польщі, у гміні Опіноґура-Ґурна Цехановського повіту Мазовецького воєводства.
Населення — 100 осіб (2011).
У 1975-1998 роках село належало до Цехановського воєводства.

## Демографія
Демографічна структура станом на 31 березня 2011 року:
|          | Загалом | Допрацездатний вік | Працездатний вік | Постпрацездатний вік |
| -------- | ------- | ------------------ | ---------------- | -------------------- |
| Чоловіки | 53      | 11                 | 35               | 7                    |
| Жінки    | 47      | 9                  | 30               | 8                    |
| Разом    | 100     | 20                 | 65               | 15                   |